# مايكل ريتش (دراج)
مايكل ريتش (بالألمانية: Michael Rich) مواليد 23 سبتمبر 1969 في فرايبورغ، هو دراج ألماني في صنف سباق الدراجات على الطريق. أحرز المركز الثاني في بطولة العالم لسباق الدراجات على الطريق ثلاث مرات وأحرز المركز الثالث مرة واحدة. شارك في دورة الألعاب الأولمبية الصيفية وفاز بميدالية أولمبية.

## الميداليات
| الميدالية | المسابقة                                    |
| --------- | ------------------------------------------- |
| ذهبية     | الألعاب الأولمبية الصيفية 1992              |
| فضية      | بطولة العالم لسباق الدراجات على الطريق 2000 |
| فضية      | بطولة العالم لسباق الدراجات على الطريق 2002 |
| فضية      | بطولة العالم لسباق الدراجات على الطريق 2004 |
| برونزية   | بطولة العالم لسباق الدراجات على الطريق 2003 |

## روابط خارجية
- مايكل ريتش على موقع الاتحاد الدولي للدراجات (الإنجليزية)
- مايكل ريتش على موقع أرشيف الدراجات (الإنجليزية)
- مايكل ريتش على موقع إحصائيات الدراجات الإحترافية (الإنجليزية)
- مايكل ريتش على موقع نسبة الدراجات (الإنجليزية)
- مايكل ريتش على موقع CycleBase (الإنجليزية)
- مايكل ريتش على موقع أوليمبيديا (الإنجليزية)